# Heinrich von Helldorff (Landrat, 1870)
Heinrich Otto von Helldorff (* 18. Oktober 1870 in Halle (Saale); † 8. August 1936 in Baumersroda) war ein deutscher Verwaltungsjurist, preußischer Landrat und Präsident der Landwirtschaftskammer der Provinz Sachsen.

## Leben
Er stammte aus der Adelsfamilie von Helldorff und war der Sohn des Gutsbesitzers und preußischen Landrats Karl von Helldorff (1828–1895), Gutsherr auf Baumersroda, und der Auguste Reinharth (1839–1909). Er studierte 1891 bis 1894 Rechtswissenschaften an der Universität Halle. Im Jahr 1895 veröffentlichte er seine Dissertation Die mittelbare Thäterschaft und die Verleitung zum Falscheide (§ 160 R.St.G.B.), Verlag Lippert, Naumburg (Saale) 1895. Nach seiner Promotion zum Dr. iur. trat er 1897 als Rechtsreferendar in den Staatsdienst ein. Am 21. März 1900 legte er die Große Staatsprüfung ab und wurde Regierungsassessor am Landratsamt Salzwedel. Juli bis November 1903 war er Hilfsarbeiter beim Oberpräsidium Magdeburg.
Im Jahr 1903 wurde er kommissarischer Landrat des Kreises Querfurt im Regierungsbezirk Merseburg der preußischen Provinz Sachsen und Nachfolger von Eberhard Freiherr von der Recke. Das Amt übernahm er 1904 endgültig und übte es bis 1919 aus. 1915 bis 1916 war er Soldat im Ersten Weltkrieg, zuletzt als Rittmeister der Reserve. 1922 bis 1933 war er Präsident der sächsischen Landwirtschaftskammer. Der Provinziallandtag der Provinz Sachsen wählte ihn vom Mai 1921 bis zum 22. Januar 1929 als stellvertretendes Mitglied und vom 22. Januar 1929 bis Januar 1930 als ordentliches Mitglied in den Preußischen Staatsrat.
Er war Gutsherr auf Baumersroda, Schloss und Gut Bedra, Leiha, Schalkendorf und Petzkendorf (Landkreis Querfurt). Außerdem war Helldorff Rechtsritter des Johanniterordens.
Helldorff heiratete am 18. Mai 1900 auf Gut Dieskau (heute Ortsteil von Kabelsketal) Elisabeth (Else) von Bülow (* 14. März 1878 auf Gut Dieskau; † 21. April 1969), die Tochter des Gutsbesitzers Kurd von Bülow, Gutsherr auf Dieskau, und der Ulrike von Bülow. Das Ehepaar hatte fünf Kinder.